# Landtag de Haute-Autriche
29e législature
Landhaus (de)
Le Landtag de Haute-Autriche (en allemand : Oberösterreichischer Landtag) est le parlement régional du land autrichien de Haute-Autriche. Il siège au Landhaus (de) à Linz.

## Système électoral
Le Landtag est composé de 56 sièges pourvus pour cinq ans selon un mode de scrutin proportionnel de listes bloquées dans cinq circonscriptions plurinominales. Le seuil électoral que doit atteindre un parti pour obtenir des sièges est fixé à 4 % des suffrages au niveau du Land ou un siège d'une circonscription. La clé de répartition proportionnelle se fait à la méthode de Hare au niveau des circonscriptions puis D'Hondt au niveau du Land.